# Joeli Vidiri
Pas d'image ? Cliquez ici

a Compétitions nationales et continentales officielles uniquement.

b Matchs officiels uniquement.
Dernière mise à jour le 25 février 2022.
 Joeli Vidiri, né le 23 novembre 1973 à Nausori (Fidji) et mort le 23 février 2022 à Sacramento aux États-Unis, est un ancien joueur de rugby à XV, qui a joué avec les équipes nationales des Fidji et de Nouvelle-Zélande ainsi qu’avec les Auckland Blues dans le Super 12, qu'il remporte en 1996 et en 1997.
Joueur « puissant » (1,90 m pour 100 kg), il évoluait au poste de trois-quarts aile. Il est le cousin d'un autre joueur de rugby célèbre, Joe Rokocoko.

## Carrière
Joeli Vidiri naît le 23 novembre 1973 à Nausori, aux Fidji. Il étudie à la Queen Victoria School (en), dans son pays, qu'il représente à XV, ainsi qu'à sept, lors du Hong Kong Sevens en 1994, où il rencontre Jonah Lomu, de qui il restera proche.
Il obtient en effet sa première cape internationale avec l’équipe des Fidji le 18 juin 1994, à l’occasion d’un match contre le pays de Galles. Sa dernière sélection avec Fidji a lieu contre le Canada le 8 avril 1995.
Vidiri part  en Nouvelle-Zélande en 1994, où il intègre la franchise des Auckland Blues avec qui il joue le Super 12, tout récemment créé. Au niveau provincial, il joue pour les Counties Manukau, avec qui il totalise 56 essais en 71 matchs.
Champion de la toute première édition du Super 12 en 1996, Joeli Vidiri participe à la rencontre entre le champion de l'hémisphère sud et celui du nord, le CA Brive, champion d'Europe 1997, au cours de laquelle il inscrit un essai de 70 mètres et qu'il remporte sur le score de 47 à 11. Il est à nouveau champion en 1997 puis finaliste en 1998, finissant tout de même meilleur marqueur d'essai, avec 10 réalisations. Avec les Blues, Joeli Vidiri marque 43 essais en 61 matchs, faisant de lui l'un des meilleurs marqueurs de la compétition.
Après trois matchs pour les Barbarians de la Nouvelle-Zélande entre 1996 et 1998 (4 essais), Vidiri intègre les All-Blacks, avec qui il dispute deux tests les 27 juin et 11 juillet 1998, contre l'Angleterre (victoire 40 à 10, il marque un essai après être entré en remplacement de Jonah Lomu) et contre l'Australie (défaite 24 à 16). Il dispute aussi cinq matchs (1 essai) avec l’équipe A de Nouvelle-Zélande en 1999 ainsi que pour l'équipe de Nouvelle-Zélande de rugby à sept avec qui il remporte la médaille d'or aux Jeux du Commonwealth de 1998 à Kuala Lumpur, battant les Fidji sur le score de 21 à 12,,.
En 2000, Vidiri bat le record du plus grand nombre d'essais marqués en un match en marquant 4 essais contre les Bulls, un record seulement battu en 2021, après que Sean Wainui (en) a marqué 5 essais contre les Waratahs. Une chanson portant son nom (Give Me Hope Joeli) était très populaire auprès des supporters des Auckland Blues lors des matchs à domicile à l'Eden Park[réf. nécessaire]. Entre 2000 et 2001, Joeli Vidiri dispute 4 matchs avec les Barbarians, inscrivant 7 essais[réf. souhaitée].
Après deux matchs joués avec la province de Auckland en NPC, une maladie aux reins le contraint à mettre un terme à sa carrière en 2001, à seulement 27 ans. Il subit les mêmes complications que son ami et star du rugby mondial Jonah Lomu, dont la combinaison au sein de Counties Manukau et des Blues est considérée comme l'une des plus « létales » de l'histoire du rugby.
Il attend ensuite pendant 14 ans un don de rein, pour finalement l'obtenir et subir une transplantation en 2015,.
De retour aux Fidji en 2018, Vidiri lance un programme de rugby, Sport for Health, visant à améliorer la santé des jeunes de la nation insulaire.
Joeli Vidiri meurt le 25 février 2022 aux États-Unis, après avoir contracté le Covid-19 lors de son voyage de noces,,.

## Palmarès
- Super 12, avec les Auckland Blues[11] :
  - Vainqueur (2) : 1996, 1997
  - Finaliste (1) : 1998
- Jeux du Commonwealth de 1998 : médaille d'or dans l'épreuve de rugby à sept (en), qu'il remporte avec la Nouvelle-Zélande.

## Statistiques
- 7 sélections avec les Fidji (5 essais ; 25 points)[2]
- 2 sélections avec la Nouvelle-Zélande (1 essai ; 5 points)[2]
- 64 matchs de Super 12 avec les Auckland Blues (47 essais ; 235 points)
- 71 matchs avec la province des Counties Manukau (56 essais ; 280 points)